# 2453 Wabash
A 2453 Wabash (ideiglenes jelöléssel A921 SA) a Naprendszer kisbolygóövében található aszteroida. Karl Wilhelm Reinmuth fedezte fel 1921. szeptember 30-án.